# Ali Hejdari
Ali Akbar Hejdari (pers. ‏علی اکبر حیدری‎; ur. 6 stycznia 1996) – irański zapaśnik startujący w stylu klasycznym.
Zajął piąte miejsce na igrzyskach azjatyckich w 2018. Dziewiąty na igrzyskach wojskowych w 2019. Brązowy medalista mistrzostw świata wojskowych w 2018. Trzeci na MŚ U-23 w 2018 roku.